# Iglesia de San Juan Bautista (Pozuelo de Calatrava)
La iglesia de San Juan Bautista es un inmueble de la localidad española de Pozuelo de Calatrava, en la provincia de Ciudad Real. Cuenta con el estatus de bien de interés cultural.

## Descripción
Cuenta con una sola nave. La iglesia, bajo la advocación de San Juan Bautista, aparece mencionada en el decimotercer volumen del Diccionario geográfico-estadístico-histórico de España y sus posesiones de Ultramar de Pascual Madoz, en la entrada correspondiente a Chillón, de la siguiente manera:

igl. parr. (San Juan Bautista), con curato de primer ascenso y de provision de S. M. á propuesta del Tribunal Especial de las Ordenes Militares, como perteneciente á la de Calatrava.
(Madoz, 1849, p. 196)

El templo aparece también descrito en el Diccionario histórico geográfico de la provincia de Ciudad-Real de Inocente Hervás y Buendía con las siguientes palabras:

De su parroquia de S. Juan Bautista nos dice el visitador Sr. Verdes Montenegro en 1742 no tener retablo alguno, ocupando su lugar los cuadros de la Sma. Trinidad, Santa Bárbara, Santa Lucía y otros pequeños. En todo tiempo fue servida por religioso del S. Convento, cobrando el cura 628 reales de la Mesa Maestral y 434 de la encomienda, como partícipes en sus diezmos ó rentas. Tiene la categoría de primer ascenso y se halla servida por cura y coadjutor.
(Hervás y Buendía, 1899, p. 481)

El inmueble fue declarado bien de interés cultural, con la categoría de monumento, el 8 de octubre de 1991 mediante un decreto publicado el día 30 de ese mismo mes en el Diario Oficial de Castilla-La Mancha.